# 上党长春玉皇庙
上党长春玉皇庙，位于山西省长治市上党区荫城镇长春村，是一座古建筑，建于北宋，明、清两代曾多次修葺。不同时期的建筑风格迥异，体现不同时期风尚和民俗的发展演变。
2016年6月6日，长春玉皇庙公布为山西省文物保护单位，编号5-86。2019年10月，上党长春玉皇庙公布为第八批全国重点文物保护单位。